# Adel Taarabt
Adel Taarabt, född 24 maj 1989 i Fès, är en marockansk fotbollsspelare som spelar för den emiratiska klubben Al Nasr som spelar i UAE pro League. Han kan både spela som ytter och offensiv innermittfältare. 

## Karriär
Den 25 september 2022 värvades Taarabt av Al-Nasr SC.